# Lijst van Eurocommissarissen voor Financieel Toezicht
De functie van Europees commissaris voor Financieel Toezicht is sinds het aantreden van de commissie-Rey (1967) een functie binnen de Europese Commissie. Sinds de functie werd gecreëerd heeft de post diverse benamingen gekend. Sinds 2014 noemt men de functie Financiële Stabiliteit.

## Benamingen
- Financiële controle (1967-1985, 1995-1999)
- Financieel toezicht (1985-1995, 2004-2014)
- Financiële stabiliteit (2014-)

## Commissarissen
|  | Naam                   | Lidstaat            | Nationale partij   | Periode   | Commissies            |
|  | ---------------------- | ------------------- | ------------------ | --------- | --------------------- |
|  | Albert Coppé           | België              | CDV                | 1967-1973 | Rey Malfatti Mansholt |
|  | Jean-François Deniau   | Frankrijk           | UDF                | 1973      | Ortoli                |
|  | Claude Cheysson        | Frankrijk           | PS                 | 1973-1977 | Ortoli                |
|  | Christopher Tugendhat  | Verenigd Koninkrijk | Conservative Party | 1977-1985 | Jenkins Thorn         |
|  | Henning Christophersen | Denemarken          | Venstre            | 1985-1989 | Delors I              |
|  | Peter Schmidhuber      | Duitsland           | CSU                | 1989-1995 | Delors II Delors III  |
|  | Anita Gradin           | Zweden              | SSA                | 1995-1999 | Santer                |
|  | Geen commissaris       |                     |                    | 1999-2004 | Prodi                 |
|  | Siim Kallas            | Estland             | ER                 | 2004-2010 | Barroso I             |
|  | Algirdas Šemeta        | Litouwen            | TT-LKD             | 2010-2014 | Barroso II            |
|  | Jonathan Hill          | Verenigd Koninkrijk | Conservative Party | 2014-2016 | Juncker               |
|  | Valdis Dombrovskis     | Letland             | Vienotiba          | 2016-     | Juncker Von der Leyen |